# Димитър Генов (футболист, р. 1943)
Вижте пояснителната страница за други личности с името Димитър Генов.
Димитър Генов (роден на 26 август 1943) e бивш български футболист, нападател. Играл в отборите на Яворов (Чирпан), Спартак (Пловдив), Марица (Пловдив) и Локомотив (Пловдив).

## Биография
Роден на 26 август 1943 г. в Чирпан. Началното и средното си образование завършва в родния си град. Привързаността към футбола наследява от по-големия си брат Дамян, който дълги години е един от най-добрите вратари на Чирпан. Включва се още на 10 годишна възраст в Детския отбор на училище „В.Левски“. Пръв открива неговия безспорен талант учителят по физкултура Иван Бояджиев. Не след дълго в юношеския състав на „Яворов“ продължава да усъвършенства своите умения под ръководството на тре
ньора Петко Видков. През 1957/58 г. е един от най-изявените млади футболисти и е включен в мъжкия състав.
Срещата между състава на Чирпан и юношеския национален отбор през декември 1959 г. е решаваща за по-нататъшната футболна кариера на 16-годишния Димитър Генов. Той вкарва гол във вратата на националите. Впечатлен от блестящите му прояви на терена, треньорът Любен Ангелов(Старото) го кани през второто полувреме да облече националната фланелка. През втората част на играта Дамето вкарва още един гол, този път във вратата на съгражданите си. Мачът завършва 1:1. Веднага след срещата треньорът Ангелов кани талантливия футболист на зимен лагер, след това и на турне в Италия. Така на 16 години Генов е първият чирпански футболист, обличал националната фланелка и играл международни срещи.
С качествата си на много добър нападател, със силен и неотразим удар, Дамето насочва вниманието на специалистите към себе си. Получава оферти да играе в „Берое“, „Димитровград“ и „Спартак“ Пловдив. По съвет на брат си избира Спартак, където играе от 1960 до 1967 г. Първи треньор под тепетата му е Панайот Танев. Това са най-щастливите години от живота на Димитър Генов. Той играе в един състав с идола на Пловдив и националния отбор Тодор Диев, с големите имена в българския футбол-Манолов, Дишков и други. През 1961/62 г. отборът е вицешампион, а през 1962/63 г. спечелва шампионската титла. За постигането на тези успехи голям дял има Дамето, който играе силно, бележи голове и е титуляр в отбора.
През 1967 г. отборът на Спартак е разформироман. На негово място в групата на майсторите е включен Марица Пловдив, където Генов продължава кариерата си. Тозе период е един от най-тежките за футболиста. През 1968 получава травма на коляното и не след дълго се подлага на операция от минискус. След възстановяването си започва усилени тренировки. При една от тях счупва глезена си. Прекарва 3 месеца в гипс, а треньорите и специалистите го отписват от футбола...През пролетта на 1969 г. е отново в строя и в добра спортна форма. Поканен е от ръководството на Локомотив Пловдив и там играе 2 сезона. Допринася за класирането на отбора-съответно на 4-то и 6-о място в А група. В същия състав играе Христо Бонев.
През 1973 г. взема решение за прекратяване на състезателната си дейност. Завършва треньорската школа по футбол и проявява желание да работи по специалността си. По това време ръководството на Яворов си поставя амбициозната задача мъжкият отбор да играе в Б Група. Търсят се добри футболисти. Не е пренебрегнат и Димитър Генов. С голяма радост се отзовава на поканата да помогне на отбора, на който държи израстването си. От 1973 до 1975 той е играещ помощник-треньор. Като футболист с голям опит играе успешно и оказва неоценима помощ за крайния успех. През 1973 г. Яворов е в Б Група...
В състезателната си кариера има над 50 международни срещи. Паметни за него са мачовете срещу ПСВ Айндховен и Бенфика за Купата на Уефа, в които участва като титуляр. В Спартак Пд е на 12-о място по брой на изиграните срещи-133. В голмайсторската таблица е на 3-то място с 49 гола. С екипа на Локомотив е изиграл 48 срещи и е реализирал 27 гола. За отбора на Чирпан е отбелязал над 40 попадения.
Такава е богатата спортна биография на един от най-талантливите чирпански футболисти Димитър Генов-Дамето.